# Dream a Little Dream of Me
Pour les articles homonymes, voir Dream.
Clip vidéo
[vidéo] « Ozzie Nelson (1931) », sur YouTube
Dream a Little Dream of Me (fais un petit rêve de moi, en anglais) est une chanson d'amour standard de jazz américain du Great American Songbook, composée par Fabian Andre (en) et Wilbur Schwandt (en), et écrite par Gus Kahn. Elle est enregistrée pour la première fois le 16 février 1931 par Ozzie Nelson et son orchestre chez Brunswick Records,.
Elle est reprise par de nombreux interprètes, dont en particulier Ella Fitzgerald & Louis Armstrong en 1950, Cass Elliot du groupe The Mamas and the Papas en 1968, ou Enzo Enzo en 1990 sous le titre Les Yeux ouverts.

## Histoire

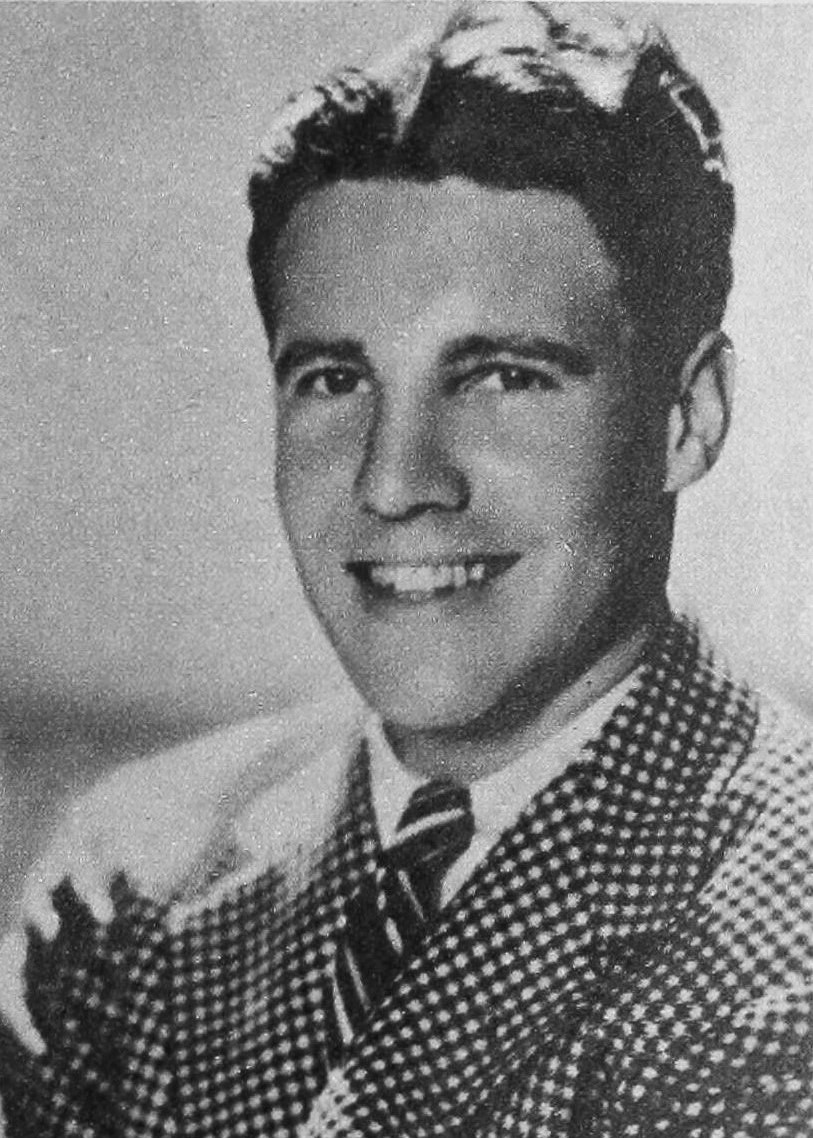
Ozzie Nelson, en 1937.

La date de composition de la musique par Andre et Schwandt se situe probablement en 1930 lorsqu'ils étaient tous les deux en tournée avec le même groupe . La première version inspirée du jazz Nouvelle-Orléans-Early Jazz est enregistrée le 16 février 1931 par Ozzie Nelson et son orchestre, puis deux jours plus tard par l'orchestre de Wayne King (en) (première place au classement des ventes du Billboard américain) « Dis bonne nuit et embrasse-moi, tiens moi juste serrée contre toi et dis-moi que je te manquerai, pendant que je suis seule et aussi déprimée qu'on peut l'être, rêve un peu à moi, les étoiles palissent mais je m'attarde chéri, toujours avec une grande envie de tes baisers, je rêve de m'attarder jusqu'à l'aube chéri, juste en disant cela, oui, rêve un peu à moi... »
Ce standard est repris avec succès par de nombreuses stars du jazz dans les années 1950, dont  Doris Day, Nat King Cole, Louis Armstrong, Ella Fitzgerald, Billie Holiday, Bing Crosby, Dean Martin, Kate Smith...

## Version des Mamas and the Papas
Singles de The Mamas and the Papas
Safe in My Garden
(1968) For the Love of Ivy
(1968)

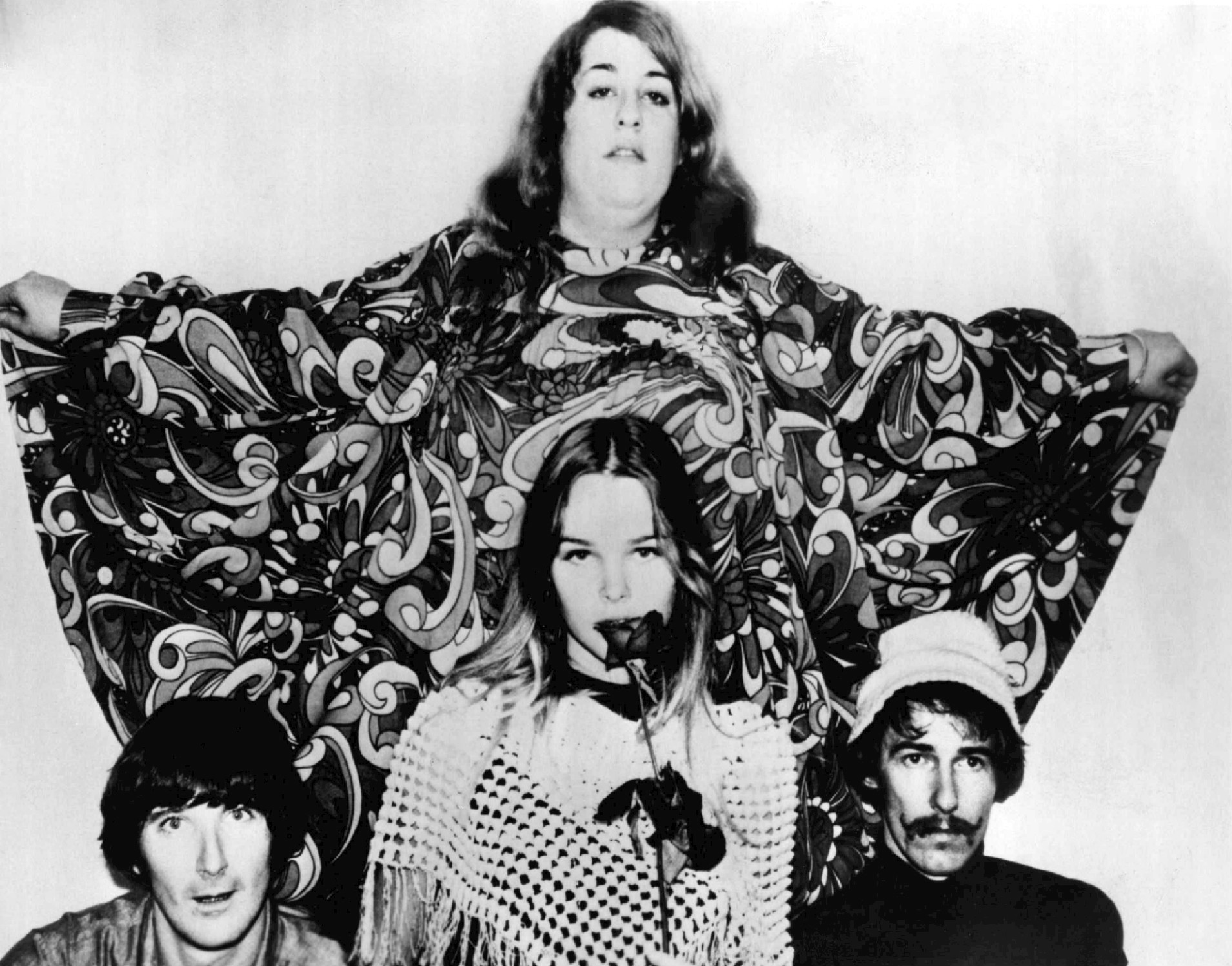
Cass Elliot et The Mamas and the Papas, en 1967.

Dream a Little Dream of Me est reprise par le groupe américain The Mamas and the Papas, avec Cass Elliot (« Mama Cass ») au chant, pour l'album The Papas & the Mamas. Elle est sortie en 45 tours en 1968. C'est la reprise pop la plus connue de la chanson.
Il atteint la 12e place du Billboard Hot 100 américain, la 11e des charts britanniques, avec près de sept millions d'exemplaires vendus. La chanson reste associée à l'image de la chanteuse Cass Elliot, qui l'interprète régulièrement jusqu'à sa mort en 1974 à l'âge de 32 ans. Cette version est considérée par le réseau de radiodiffusion National Public Radio américain, comme la version de référence internationale de la chanson, que la radio inclut dans sa liste des 100 œuvres musicales américaines les plus importantes du XXe siècle.
Une version légèrement différente de Dream a Little Dream of Me figure sur le premier album solo de Cass Elliot, Dream a Little Dream (1968).

## Liste des pistes
| A. | Dream a Little Dream of Me | Gus Kahn, Fabian Andre, Wilbur Schwandt | 3:14 |
| B. | Midnight Voyage            | John Philips                            | 3:11 |

### Classements
| Classement (1968)                 | Meilleure position |
| --------------------------------- | ------------------ |
| Afrique du Sud (Springbok Top 20) | 8                  |
| Australie (Kent Music Report)     | 1                  |
| Belgique (Wallonie Ultratip 50)   | Tip                |
| Canada (Top Singles)              | 7                  |
| États-Unis (Hot 100)              | 12                 |
| États-Unis (Easy Listening)       | 2                  |
| États-Unis (Cash Box Top 100)     | 10                 |
| États-Unis (Record World)         | 8                  |
| Irlande (IRMA)                    | 13                 |
| Royaume-Uni (UK Singles Chart)    | 11                 |

| Classement (1992)             | Meilleure position |
| ----------------------------- | ------------------ |
| Allemagne (GfK Entertainment) | 5                  |
| Suisse (Schweizer Hitparade)  | 22                 |

| Classement (1968)                       | Position |
| --------------------------------------- | -------- |
| Australie (Kent Music Report)           | 14       |
| Canada (Top Singles)                    | 72       |
| États-Unis (Joel Whitburn's Pop Annual) | 105      |
| États-Unis (Cash Box)                   | 85       |
| Royaume-Uni (UK Singles Chart)          | 94       |

### Certifications
| Région                                   | Certification | Ventes/Streams |
| ---------------------------------------- | ------------- | -------------- |
| États-Unis (RIAA)                        | Platine       | 1 000 000‡     |
| ‡ventes/streaming selon la certification |               |                |

## Autres reprises
La chanteuse française Enzo Enzo l'adapte avec succès avec des paroles françaises, sous le titre Les Yeux ouverts, en single de son album Enzo Enzo de 1990, un de ses titres les plus célèbres (version française reprise par le groupe britannique The Beautiful South sur la musique du film Le Diable s'habille en Prada de 2006, ou par Sylvie Vartan sur son album Nouvelle Vague de 2007). Les versions française ou anglaise sont toujours largement diffusées dans les années 2000, avec entre autres la version de l'album Swings Both Ways de Robbie Williams & Lily Allen de 2013...

## Au cinéma et télévision
- 1968 : Monterey Pop, de Donn Alan Pennebaker (Festival international de musique pop de Monterey en Californie)
- 1989 : Dream a Little Dream, de Marc Rocco
- 1996 : Beautiful Thing, d'Hettie MacDonald (en)
- 2000 : Le Diable s'habille en Prada, de David Frankel (chantée par le groupe britannique The Beautiful South)
- 2003 : Paycheck, de John Woo (Paycheck (bande originale))
- 2010 : Donne-moi ta main, d'Anand Tucker
- 2020 : The Undoing (série - générique), de Susanne Bier
- 2020 : The Rookie : Le Flic de Los Angeles (série - saison 2, épisode 11)
- 2020 : Dead to Me (série - saison 2, épisode 4)